# Olga Davydova-Minguet
Olga Davydova-Minguet (geboren 1967 in Petrosawodsk als Olga Eduarowna Dawydowa, russisch Ольга Эдуардовна Давыдова) ist eine Ethnologin und Hochschullehrerin an der Universität Ostfinnland.

## Leben und Wirken
Olga Davydova studierte Finnische und Russische Sprache in ihrer Heimatstadt Petrosawodsk in der damaligen Sowjetunion und schloss ihr Studium mit einem Diplom ab, bevor sie 1991 nach Finnland umzog. Da ihre Mutter Ingermanlandfinnin ist, konnte Davydova als Auslandsfinnin die Staatsbürgerschaft beantragen.
2005 verteidigte Davydova ihre Lizenziatsarbeit in Europäischer Ethnologie (finnisch Folkloristiikka) an der Universität Joensuu und 2009 wurde sie dort zum Dr. phil. promoviert. Ihre auf Finnisch geschriebene kumulative Dissertation „Finne, Russe oder etwas Drittes sein: Diskurse über Ethnizität in einem transnationalen Raum“ untersucht wie nach Finnland emigrierende Russen mit finnischen Vorfahren – wie sie selbst – über das Finnentum sprechen. Sie wurde 2021 als Professorin für Russland- und Grenzstudien an das Karelische Institut auf dem Campus Joensuu der Universität Ostfinnland berufen, wo sie multidisziplinär zu Multikulturalismus, Migration, Grenzen, Massenmedien und Russland forscht.
Davydova-Minguet wohnt seit 1995 in Joensuu. Sie ist mit einem Belgier verheiratet und besitzt die finnische und die russische Staatsbürgerschaft. 2009 war sie eine der Gründerinnen des Vereins für Multikulturalismus in Joensuu. Für ihr gesellschaftliches Engagement wurde sie 2010 mit dem Orden des Löwen von Finnland ausgezeichnet. 2016 wurde Davydova-Minguet durch den Forscherverband Finnlands (finnisch Tulevaisuuden tekijät) als „Forscherin des Jahres“ (finnisch Vuoden tieteentekijä) geehrt. In der Begründung der Auszeichnung hieß es unter anderem, dass Davydova-Minguet „mehr als nur eine Wissenschaftlerin ist, weil sie als Aktivistin der Zivilgesellschaft qualitativ hochwertige Forschung betreibt, die mehr als nur einen akademischen Zweck verfolgt“ (on oikeastaan enemmänkin kuin vain tieteentekijä. Aktiivinen kansalaisyhteiskuntatoimija tekee korkealaatuista tutkimusta, jolla on muukin kuin vain akateeminen tarkoitus).

## Auszeichnungen (Auswahl)
- 2010: Orden des Löwen von Finnland
- 2016: Vuoden tieteentekijä, Tulevaisuuden tekijät

## Veröffentlichungen (Auswahl)
- Pekka Suutari, Olga Davydova-Minguet (Hrsg.): Identiteettiprosessit Venäjän Karjalassa. Joensuu 2019, ISBN 978-951-9451-12-1 (finnisch).